# Янпхён
Янпхён (кор. 양평군?, 楊平郡?, Yangpyeong-gun) — уезд в провинции Кёнгидо, Южная Корея.

## История
Во период Когурё на территории современного Янпхёна находился уезд Ханъян (кит. 恒楊郡), который после завоевания Когурё государством Силла стал называться Бихян. В начале эры Корё он был опять переименован, на этот раз в Янгын. Современное название Янпхён получил в 1908 году после объединения Янгына с уездом Чипхён (кит. 砥平郡).

## География
Уезд расположен на востоке провинции Кёнгидо. Граничит на востоке с провинцией Канвондо, на западе — с Намъянджу и Кванджу, на юге — с Йоджу, на севере — с Капхёном. Ландшафт преимущественно горный, что делает Янпхён привлекательным местом для горного туризма.

## Административное деление
Янпхён административно делится на 1 ып и 11 мёнов:
| Название   | Хангыль | Площадь, км² | Население, чел | Внутреннее деление |
| ---------- | ------- | ------------ | -------------- | ------------------ |
| Янпхёнып   | 양평읍  | 877,81       | 25 094         | 12 ри              |
| Йонмунмён  | 용문면  | 102,24       | 12 024         | 13 ри              |
| Кансанмён  | 강상면  | 37,91        | 4841           | 7 ри               |
| Канхамён   | 강하면  | 41,4         | 3666           | 6 ри               |
| Кэгунмён   | 개군면  | 32,45        | 4200           | 13 ри              |
| Окчхонмён  | 옥천면  | 65,85        | 5995           | 4 ри               |
| Соджонмён  | 서종면  | 92,84        | 6176           | 8 ри               |
| Танвольмён | 단월면  | 107,94       | 3109           | 9 ри               |
| Чиджемён   | 지제면  | 77,79        | 5838           | 10 ри              |
| Чхонъунмён | 청운면  | 96,59        | 3494           | 9 ри               |
| Яндонмён   | 양동면  | 120,4        | 4591           | 8 ри               |
| Янсомён    | 양서면  | 59,95        | 9039           | 11 ри              |

## Туризм и достопримечательности
Природные
- Гора Йонмунсан, третья по высоте (1157 метров) в провинции Кёнгидо и Сорисан. В этих горах проложено несколько маршрутов для занятия горным туризмом. На горе Йонмунсан растёт 62-метровое дерево гингко, входящее в список памятников природы Республики Корея под номером 30[3].
- Гора Сорисан — расположена в северной части Танвольмёна. Несмотря на то, что эта гора относительно невысокая, она является популярным местом для занятия горным туризмом. На склонах расположено несколько водопадов и долин[4].
- Янпхёнский питомник диких цветов — представляет собой небольшой ботанический сад с оранжереей и экспозицией на открытом воздухе. Всего в коллекции более 200 видов различных диких цветов, включая занесённые в Красную книгу[5].

Исторические
- Буддийский храм Йонмунса, возведённый в эпоху Корё в XIV веке. Примерно в 300 метрах от главного здания храма находится пагода, входящая в список Исторических мест Кореи под номером 531. Пагода, построенная в 1398 году, представляет собой образец архитектуры эпохи ранней династии Чосон[6].
- Мемориал Корейской войны — расположен в Янпхёныпе. На главном монументе высечены имена 621 солдата из Янпхёна, погибших в этой войне[7].
- Каменное изваяние в виде черепахи в Кансанмёне. Длина изваяния — около 2 метров, ширина — 1,2 метра и высота более 1 метра. Точно происхождение скульптуры неизвестно, однако считается, что она была создана в эпоху ранней династии Чосон[8].

Фестивали
- Фестиваль горы Сорисан — проводится ежегодно в апреле. Представляет собой празднование окончания зимы. В программе фестиваля народные гуляния и ярмарка[9].
- Янпхёнский полумарафон — проводится ежегодно в начале лета. Маршрут проходит вдоль реки Намханган. В марафоне каждый год принимает участие более 7 тысяч человек[10].

## Символы
Как и остальные города и уезды в Южной Корее, Янпхён имеет ряд символов:
- Птица: голубь — является символом мира и любви.
- Цветок: азалия — символизирует богатство и процветание.
- Дерево: гингко — символизирует долголетие.
- Маскот: капелька воды Мульсарани, олицетворяет чистые водные источники Янпхёна.